# Mistrzostwa Świata w Kolarstwie Szosowym 1972
45. Mistrzostwa świata w kolarstwie szosowym – zawody kolarskie, które odbyły się  w dniach 5–6 sierpnia 1972 we francuskim mieście Gap. Były to szóste zorganizowane w tym kraju mistrzostwa świata w kolarstwie szosowym (poprzednio w: 1924, 1933, 1947, 1958 i 1964). Nikomu nie udało się obronić tytułu mistrza świata.
Rozegrano tylko wyścigi ze startu wspólnego zawodowców i kobiet, ponieważ pozostałe konkurencje amatorów rozgrywane zazwyczaj na mistrzostwach odbyły się w tym samym roku na igrzyskach olimpijskich w Monachium. Polacy nie brali udziału w mistrzostwach.

## Kalendarium zawodów
| Kalendarz MŚ w Kolarstwie Szosowym 1972 |      |      |
| Konkurencja (dystans)                   | Data | Data |
| Konkurencja (dystans)                   | 5.08 | 6.08 |
| Mężczyźni                               |      |      |
| Elita                                   |      |      |
| Wyścig ze startu wspólnego (272,57 km)  |      |      |
| Kobiety                                 |      |      |
| Wyścig ze startu wspólnego (60,572 km)  |      |      |

## Medaliści
| Konkurencja dystans – (data)                        | Złoto:              | Czas (prędkość)       | Srebro:         | Czas   | Brąz:           | Czas   |
| Mężczyźni                                           |                     |                       |                 |        |                 |        |
| Elita                                               |                     |                       |                 |        |                 |        |
| Wyścig ze startu wspólnego 272,57 km – (6 sierpnia) | Marino Basso        | 7:05:59 (38,392 km/h) | Franco Bitossi  | + 0:00 | Cyrille Guimard | + 0:00 |
| Kobiety                                             |                     |                       |                 |        |                 |        |
| Wyścig ze startu wspólnego 60,572 km – (5 sierpnia) | Geneviève Gambillon | 1:38:41 (36,827 km/h) | Lubow Zadorożna | + 0:01 | Anna Konkina    | + 0:01 |

## Szczegóły
| Miejsce | Zawodnik                 | Narodowość | Czas    |
| złoto   | Marino Basso             | Włochy     | 7:05:59 |
| srebro  | Franco Bitossi           | Włochy     | + 0:00  |
| brąz    | Cyrille Guimard          | Francja    | + 0:00  |
| 4       | Eddy Merckx              | Belgia     | + 0:00  |
| 5       | Joop Zoetemelk           | Holandia   | + 0:00  |
| 6       | Michele Dancelli         | Włochy     | + 0:00  |
| 7       | Leif Mortensen           | Dania      | + 0:00  |
| 8       | Frans Verbeeck           | Belgia     | + 0:00  |
| 9       | Jean-Pierre Danguillaume | Francja    | + 1:07  |
| 10      | Felice Gimondi           | Włochy     | + 1:07  |

| Miejsce | Zawodniczka         | Narodowość        | Czas    |
| złoto   | Geneviève Gambillon | Francja           | 1:38:41 |
| srebro  | Lubow Zadorożna     | ZSRR              | + 0:01  |
| brąz    | Anna Konkina        | ZSRR              | + 0:01  |
| 4       | Audrey McElmury     | Stany Zjednoczone | + 0:01  |
| 5       | Beryl Burton        | Wielka Brytania   | + 0:01  |
| 6       | Annick Chapron      | Francja           | + 0:07  |
| 7       | Carol Barton        | Wielka Brytania   | + 2:24  |
| 8       | Nina Jużakowa       | ZSRR              | + 3:01  |
| 9       | Nicole Vandenbroeck | Belgia            | + 4:27  |
| 10      | Nina Trofimowa      | ZSRR              | + 4:27  |

## Tabela medalowa
| Tabela medalowa |               |       |        |      |       |
| Miejsce         | Reprezentacja | Złoto | Srebro | Brąz | Razem |
| 1               | Włochy        | 1     | 1      | 0    | 2     |
| 2               | Francja       | 1     | 0      | 1    | 2     |
| 3               | ZSRR          | 0     | 1      | 1    | 2     |